# Art of Anarchy
Art of Anarchy je americká superskupina založená v roce 2011. Kapelu tvoří dvojčata Jon a Vince Vottovi na kytaru a bicí, baskytarista Disturbed John Moyer, bývalý kytarista Guns N 'Roses a současný forntmen skupiny Asia Bumblefoot jako spolu-kytarista a producent a od roku 2016 ex-frontmen Creed Scott Stapp. První album kapely bylo nahrané s prvním frontmenem kapely a tím byl Scott Weiland (ex Stone Temple Pilots, ex Velvet Revolver). Weiland odešel z kapely v průběhu roku 2015, téhož roku v prosince ale zemřel kvůli své drogové závislosti.

## Členové

### Současní
- Scott Stapp – zpěv (2016–?)
- Bumblefoot – kytara, doprovodný zpěv (2011–?)
- Jon Votta – kytara (2011–?)
- John Moyer – baskytara, doprovodný zpěv (2011–?)
- Vinve Votta – bicí (2011–?)

### Bývalí
- Scott Weiland – zpěv (2011–2015)

## Diskografie
- Art of Anarchy (2015)
- The Madness (2017)